# Sahara d'Olténie
Le Sahara d'Olténie est un désert situé dans le sud de la Roumanie, entre Calafat et Dăbuleni. Le désert couvre environ 800 km², soit 6 % de la surface du district du județ de Dolj.
En raison de la déforestation mise en place depuis les années 1960, la région a subi un processus rapide de désertification. Dans les années 1970, la forêt couvrait encore 12 % de la surface du district, alors que maintenant plus que 7 %. La ville de Dăbuleni a reçu le surnom de "capitale" du Sahara d'Olténie et est la seule ville européenne où se trouve un musée du sable.